# Heinrich Anselm von Promnitz
Heinrich Anselm von Promnitz (* 26. November 1564 in Sorau, Herrschaft Sorau; † 4. März 1622 in Lübben) war Landvogt der Niederlausitz.

## Leben
Heinrich Anselm entstammte dem Adelsgeschlecht Promnitz. Seine Eltern waren Seyfried von Promnitz (1534–1597) und Ursula von Schaffgotsch († 16. Oktober 1587). 1574 wurde er von seinem Vater zur Ausbildung nach Böhmen geschickt, wo er die tschechische Sprache erlernte, deren Kenntnis unabdingbar für eine politische Laufbahn im Bereich der Böhmischen Krone war. 1579 unternahm er eine mehrjährige Bildungsreise nach Italien, Holland und England. 1584 trat er in den Dienst am Prager Hof des Kaisers Rudolf II. ein. Dort übte er zunächst das Amt des Vorschneiders bei der kaiserlichen Tafel aus; später stieg er zum Kaiserlichen Kammerherrn auf.
Nach dem Tod seines Vaters übernahm er 1597 die Herrschaft in den ausgedehnten Familienbesitzungen, zu denen die Herrschaften Sorau-Triebel in der Niederlausitz, Pleß im Fürstentum Pleß und Hoyerswerda in der Oberlausitz gehörten. In seinen Niederlausitzer Besitzungen setzte er sich für die Organisation des evangelischen Kirchenwesens ein und errichtete ein herrschaftliches Konsistorium.
Am Ende des Jahres 1598 ernannte Kaiser Rudolf II. aus den von der Niederlausitz vorgeschlagenen Personen den Freiherrn Heinrich Anselm von Promnitz zum Landvogt und ließ ihn auf dem Landtag am 28. Januar 1599 durch seine Kommissare einführen. Während des Böhmischen Ständeaufstands 1618 stand er auf Seiten der Habsburger, weshalb er die Landvogtei 1619 verlor. Im Jahr 1621 wurde er wieder in dieses Amt eingesetzt, starb allerdings bereits im März des darauffolgenden Jahres.

## Familie
Am 20. Januar 1590 vermählte sich Heinrich Anselm mit Sophie von Kurzbach, einer Enkelin des Herzogs Friedrich III. von Liegnitz. Der Ehe entstammten die Kinder:
- Anna Sophie († 1624) ⚭ Adam Johann von Myensky
- Siegmund Seyfried (* 16. Juli 1595; † 30. Juli 1654)
⚭ Anna Margareta von Putbus (* 1604; † 29. Juni 1645)
⚭ Katharina Elisabeth von Schönburg-Lichtenstein (* 27. April 1625; † 20. Oktober 1656)
⚭ Agnes Freiin von Rackwitz
- Polyxena Elisabeth († 1650) ⚭ Hans von Pückler (* 12. November 1576; † 28. Oktober 1638)